# Splash (natante)
Lo Splash è un natante a vela da regata, la cui classe è riconosciuta dalla International Sailing Federation .